# Tigran Petrosjan
Tigran Wartani Petrosjan (armenisch Տիգրան Վարդանի Պետրոսյան, russisch Тигран Вартанович Петросян, englische Transkription Petrosian; 17. Juni 1929 in Tiflis – 13. August 1984 in Moskau) war ein sowjetischer Schach-Großmeister armenischer Herkunft und von 1963 bis 1969 der neunte Schachweltmeister. Petrosjan gewann gegen Michail Botwinnik bei der Schachweltmeisterschaft 1963. Bei der Schachweltmeisterschaft 1966 verteidigte Petrosjan seinen Titel gegen Boris Spasski, an den er den Titel bei der Schachweltmeisterschaft 1969 verlor. Wegen seines defensivbetonten Spiels und seiner geringen Anzahl an Niederlagen in seinen besten Jahren wurde er der „eiserne Tigran“ genannt.

## Leben und Karriere als Spieler

### Jugend
Tigran Petrosjans Vater war Hausmeister im Offiziersheim von Tiflis. Hier schaute Tigran Petrosjan den Soldaten beim Schachspielen zu, mit 12 Jahren erlernte er das Spiel selbst. Eines seiner ersten Schachbücher war Die Praxis meines Systems von Aaron Nimzowitsch, das seinen Stil prägte. Bald wurde er von dem Schachtrainer Artschil Ebralidse entdeckt und betreut. Petrosjans Mutter starb im Winter 1942, durch den Tod seines 70-jährigen Vaters im Jahr 1945 wurde der 15-jährige Petrosjan Vollwaise. Während des Zweiten Weltkriegs zog sich Petrosjan eine schwere Mittelohrentzündung zu, durch die er auf einem Ohr taub wurde.

### Aufstieg in die Weltspitze und Weltmeistertitel
Bei seinem ersten Auftritt außerhalb Georgiens, der UdSSR-Jugendmeisterschaft in Leningrad 1945, teilte Petrosjan den ersten Platz mit Aron Reschko und Juri Wassiltschuk. Im Sommer 1946 zog Petrosjan nach Jerewan, wo er von Genrich Gasparjan trainiert wurde. Dort erhielt er ein staatliches Einkommen, das seine schachliche Ausbildung finanzieren sollte, offiziell für eine Tätigkeit als Schachtrainer in einem dortigen Verein. Mit 17 Jahren wurde er durch einen 8:6-Wettkampfsieg gegen Gasparjan Meister der Armenischen SSR.
Seit 1949 lebte er in Moskau. 1951 belegte er bei der 19. UdSSR-Meisterschaft den geteilten zweiten Platz. Da die UdSSR-Meisterschaft gleichzeitig das Zonenturnier war, qualifizierte sich Petrosjan für das Interzonenturnier in Stockholm. 1952 wurde er Internationaler Meister; im selben Jahr erhielt er den Titel eines Internationalen Großmeisters für den zweiten Platz im Stockholmer Interzonenturnier. Beim Kandidatenturnier 1953 in Zürich belegte er Platz 5, 1956 in Amsterdam und 1959 in Jugoslawien erreichte er Platz 3.
1959 gewann er erstmals die UdSSR-Meisterschaft, das zweite Mal gelang ihm dies 1961. Beim Interzonenturnier Stockholm 1962 teilte er ohne Niederlage den 2.–3. Platz und qualifizierte sich damit für das Kandidatenturnier auf Curaçao im Mai und Juni. Petrosjan gewann das Turnier ohne Niederlage und durfte damit Michail Botwinnik zum Zweikampf um die Weltmeisterschaft herausfordern. Das Turnier auf Curaçao wurde von einem Skandal überschattet. Nach dem Turnier warf der Viertplatzierte, Bobby Fischer, den sowjetischen Spielern vor, ihre Ergebnisse abgesprochen zu haben, damit in jedem Falle ein sowjetischer Spieler Herausforderer werden würde. Darüber hinaus beschuldigte er sie, sich während der Partien untereinander beraten zu haben. Tatsächlich endeten alle Partien zwischen Petrosjan, Paul Keres und Efim Geller untereinander Remis, oft nach nur wenigen Zügen, sodass man von einem Nichtangriffspakt zwischen den drei Spielern ausgeht.
Die Schachweltmeisterschaft 1963 zwischen Botwinnik und Petrosjan begann am 23. März mit einem Sieg des amtierenden Weltmeisters. In der fünften Partie konnte Petrosjan ausgleichen, in der siebten Runde ging er in Führung. Nach einer Reihe von Unentschieden glich Botwinnik in der 14. Runde aus. Zu einem Schlüsselmoment des Kampfes avancierte die 15. Runde, in der Petrosjan seinen Gegner überspielte und somit direkt die Führung zurückeroberte. Nach zwei weiteren Siegen in der 18. und der 19. Partie entschied Petrosjan den Kampf am 22. Mai mit 12,5:9,5 (5 Siege, 2 Niederlagen, 15 Unentschieden) für sich und wurde damit zum neunten Schachweltmeister. Botwinnik gestand nach dem Kampf ein, dass es ihm nicht gelungen sei, sich auf den ungewöhnlichen Stil seines Gegners einzustellen.
Petrosjan verteidigte den Titel 1966 gegen Boris Spasski (4 Siege, 3 Niederlagen, 17 Unentschieden). Nach zehn Partien lag er mit zwei Punkten in Führung. In der zwölften Partie vergab Petrosjan nach starkem Spiel in Zeitnot den Gewinn und musste sich mit einem Remis begnügen, Spasski gewann daraufhin die 13. Partie und konnte in der 19. Partie ausgleichen, letztendlich gewann Petrosjan dennoch mit 12,5:11,5. Bei der Schachweltmeisterschaft 1969 wurde er erneut von Spasski herausgefordert und verlor dabei den Titel (4 Siege, 6 Niederlagen, 13 Unentschieden). Petrosjan spielte 1969 mit Schwarz deutlich aggressivere Eröffnungen als drei Jahre zuvor und ließ sich häufiger auf zweischneidige Stellungen ein. Er selbst führte seine Niederlage 1969 auf eine mangelnde Vorbereitung zurück. In der vierten und fünften Partie spielte Spasski mit beiden Farben die Tarrasch-Verteidigung und gewann beide Spiele.

### Späte Jahre, Krankheit und Tod

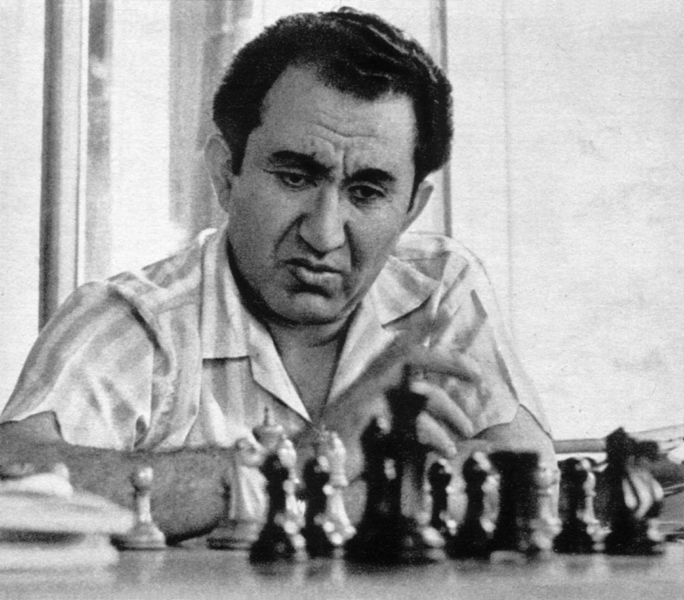
Petrosjan im Jahr 1975

Nach dem Verlust des Weltmeistertitels gewann Petrosjan zweimal die sowjetische Meisterschaft, in den Jahren 1969 und 1975. Er unternahm noch mehrere Anläufe auf den Weltmeistertitel, verlor aber Ausscheidungswettkämpfe 1971 gegen Bobby Fischer, 1974, 1977 und 1980 jeweils gegen Viktor Kortschnoi. Beim Turnier in Tilburg 1981 wurde er Zweiter hinter Alexander Beliavsky.
Für den zweiten Wettkampf UdSSR gegen den Rest der Welt 1984 war Petrosjan ursprünglich für das achte Brett der sowjetischen Mannschaft vorgesehen, konnte aber aus gesundheitlichen Gründen nicht teilnehmen. Er war an Magenkrebs erkrankt und daher stark abgemagert. Im August desselben Jahres starb er im Alter von 55 Jahren in Moskau an seiner Erkrankung. Petrosjans Grab befindet sich auf dem Armenischen Friedhof in der russischen Hauptstadt.

## Rolle als Theoretiker und Schachautor
1968 promovierte Petrosjan an der philosophischen Fakultät in Moskau mit dem Thema Einige Probleme der Logik des Schachdenkens und erhielt den Doktortitel. Von 1963 bis 1966 war er Chefredakteur des Magazins Schachmatnaja Moskwa, von 1968 bis 1977 Chefredakteur und Begründer der führenden russischen Schachzeitschrift 64.
Eine Sammlung von Vorträgen Petrosjans zu schachpraktischen Fragen erschien 1988 in deutscher Übersetzung unter dem Titel Die Schachuniversität ISBN 3-283-00234-7.

## Historische Einordnung und Andenken

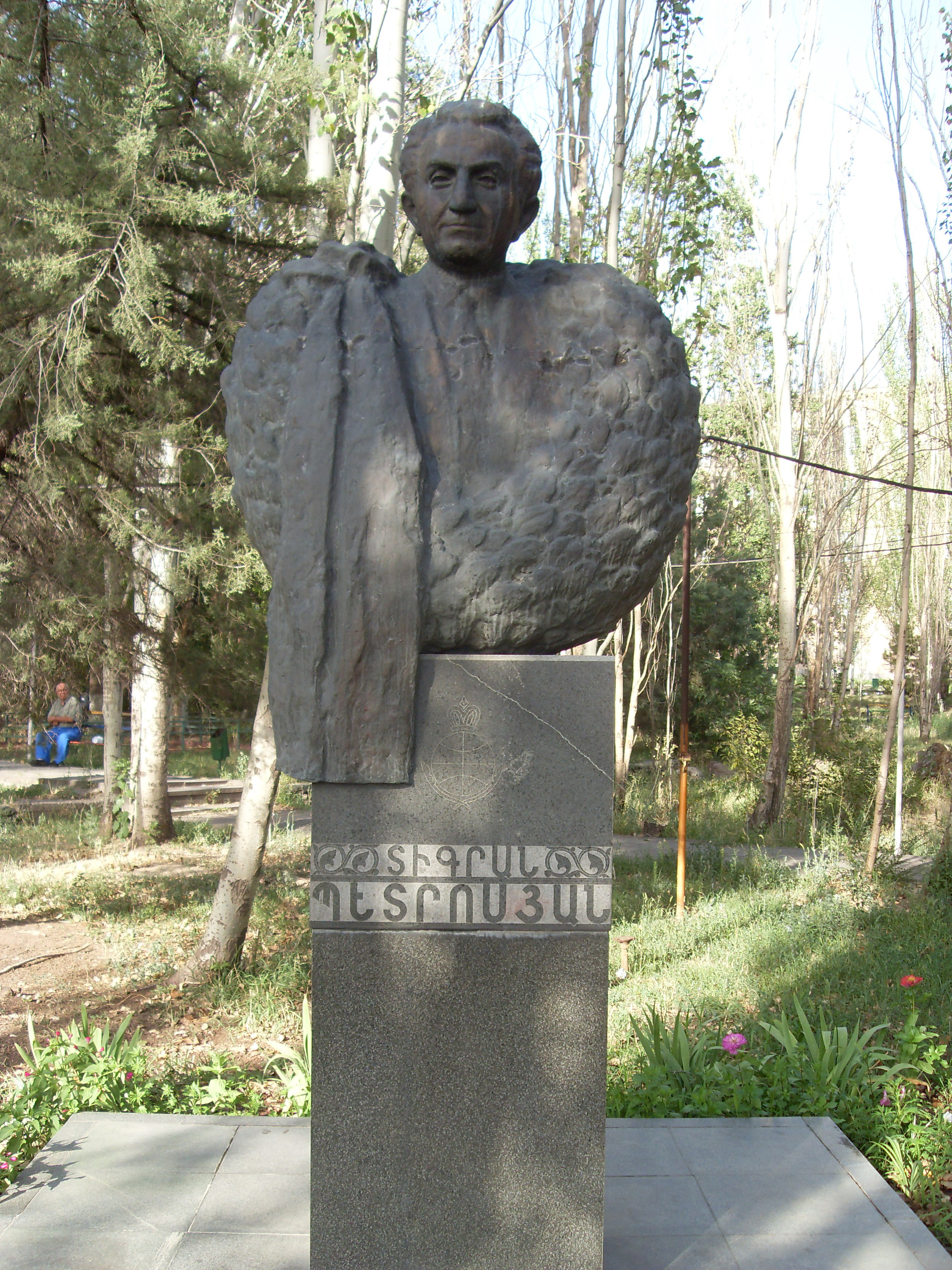
Statue von Petrosjan in Jerewan

Petrosjan gilt als einer der größten Defensivspieler der Schachgeschichte und war nur schwer zu bezwingen. So verlor er bei zehn Schacholympiaden, dem bedeutendsten Mannschaftswettbewerb, von 130 Partien nur eine einzige, 1972 in Skopje gegen den deutschen Großmeister Robert Hübner. Seine Olympiabilanz ist eindrucksvoll, 79 Siegen stehen 50 Remis und nur die eine erwähnte Niederlage gegenüber. Petrosjan holte damit 80 Prozent der möglichen Punkte aus seinen 130 Partien. Einer seiner Spitznamen war daher bester Torwart Armeniens. In Einzelturnieren ließ er viele Unentschieden zu – für den ersten Platz oft zu viele –, war in Zweikämpfen aber ein gefürchteter Gegner. Wegen seiner Schwerhörigkeit war er gegen Störungen durch Geräusche unempfindlich. Berühmt waren seine positionellen Qualitätsopfer, unter anderem in seiner Partie gegen Samuel Reshevsky beim Kandidatenturnier Zürich 1953. Zu seinen Stärken zählte insbesondere das prophylaktische Spiel, d. h. das frühzeitige Verhindern von gegnerischen Ideen. Zudem galt er als einer der weltbesten Spieler im Blitzschach seiner Zeit, beim Allrussischen Blitzturnier der Großmeister 1971 holte er 14,5 Punkte aus 15 Partien. Als seine schachlichen Vorbilder bezeichnete Petrosjan José Raúl Capablanca, Aaron Nimzowitsch und Akiba Rubinstein.
Seine höchste Elo-Zahl betrug 2645; er erreichte sie im Juli 1972, Januar 1975 und Januar 1977. Seine beste historische Elo-Zahl vor Einführung der Elo-Zahlen betrug 2796. Er erreichte sie im Juli 1962. Von Mai 1961 bis Januar 1964 stand er auf Platz 1 der Weltrangliste.

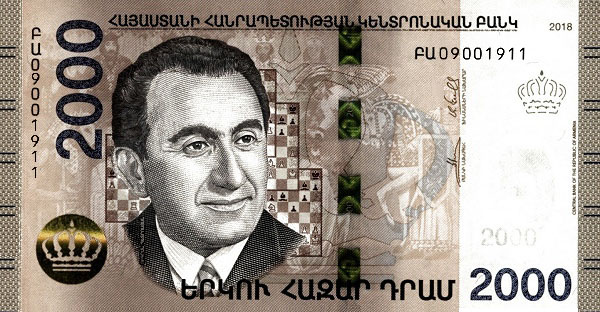
Banknote 2000 Dram

Der Name Tigran Petrosjan war in Armenien wie eine Marke, der Großmeister wurde in seiner Heimat als Nationalheld verehrt. Petrosjan legte 1967 den Grundstein des Tigran Petrosjan Schachhauses in einem Park im Stadtzentrum Jerewans, das seit dem Tod des Spielers 1984 seinen Namen trägt. Zahlreiche Straßen und Schachvereine sind nach ihm benannt. 1966 erhielt er die Ehrenbürgerschaft der Stadt Leninakan. 2005 wurde in Aparan ein Denkmal für ihn errichtet. Ein weiteres Denkmal ihm zu Ehren gibt es seit 2006 in der armenischen Hauptstadt Jerewan im Distrikt Dawtaschen, zudem trägt die dortige Straße seinen Namen. Seit 2018 ist sein Porträt auf der armenischen Banknote im Wert von 2000 Dram abgebildet.

### Eröffnungssysteme
Nach Petrosjan sind einige Varianten von Schacheröffnungen benannt, die er eingeführt oder weiterentwickelt hat:
- In der Damenindischen Verteidigung 1. d2–d4 Sg8–f6 2. c2–c4 e7–e6 3. Sg1–f3 b7–b6 ist das System 4. a2–a3 nach ihm benannt, das seinem prophylaktischen Stil entspringt.
- Königsindische Verteidigung: 1. d2–d4 Sg8–f6 2. c2–c4 g7–g6 3. Sb1–c3 Lf8–g7 4. e2–e4 d7–d6 5. Sg1–f3 0–0 6. Lf1–e2 e7–e5 7. d4–d5 – Weiß schließt das Zentrum und wird Lc1–g5 spielen.
- Grünfeld-Indische Verteidigung: 1. d2–d4 Sg8–f6 2. c2–c4 g7–g6 3. Sb1–c3 d7–d5 4. Sg1–f3 Lf8–g7 5. Lc1–g5
- Französische Verteidigung: 1. e2–e4 e7–e6 2. d2–d4 d7–d5 3. Sb1–c3 Lf8–b4 4. e4–e5 Dd8–d7

## Partiebeispiel
Obwohl die folgende Partie mit einem Remis endete, gilt sie als eines der bekanntesten Beispiele für Petrosjans „Markenzeichen“, das positionelle Qualitätsopfer.
Samuel Reshevsky–Tigran Petrosjan 0,5:0,5
Kandidatenturnier, 2. Runde
Zürich, 1953
Nimzowitsch-Indische Verteidigung, E58
1. d4 Sf6 2. c4 e6 3. Sc3 Lb4 4. e3 0–0 5. Ld3 d5 6. Sf3 c5 7. 0–0 Sc6 8. a3 Lxc3 9. bxc3 b6 10. cxd5 exd5 11. Lb2 c4 12. Lc2 Lg4 13. De1 Se4 14. Sd2 Sxd2 15. Dxd2 Lh5 16. f3 Lg6 17. e4 Dd7 18. Tae1 dxe4 19. fxe4 Tfe8 20. Df4 b5 21. Ld1 Te7 22. Lg4 De8 23. e5 a5 24. Te3 Td8 25. Tfe1 Te6!! (Diagramm)
|   | a | b | c | d | e | f | g | h |   |
| 8 |   |   |   |   |   |   |   |   | 8 |
| 7 |   |   |   |   |   |   |   |   | 7 |
| 6 |   |   |   |   |   |   |   |   | 6 |
| 5 |   |   |   |   |   |   |   |   | 5 |
| 4 |   |   |   |   |   |   |   |   | 4 |
| 3 |   |   |   |   |   |   |   |   | 3 |
| 2 |   |   |   |   |   |   |   |   | 2 |
| 1 |   |   |   |   |   |   |   |   | 1 |
|   | a | b | c | d | e | f | g | h |   |

Petrosjan bietet hier ein Qualitätsopfer an, um einerseits das Feld e7 für den Springer zu räumen und ihn anschließend nach d5 zu bringen und andererseits das weitere Vorrücken des weißen e-Bauern zu verhindern. Kasparow führt hierzu aus, dass ein Turm in dieser Stellung kaum stärker sein könne als eine Leichtfigur, da ein Turm offene Linien und etwas, das er angreifen kann, benötige, während eine Leichtfigur Stützpunkte und Unterstützung durch Bauern brauche. Nach dem Qualitätsopfer werde der schwarze Springer auf d5 unangreifbar und Weiß habe keine Ressourcen, um die Verteidigung des Schwarzen auf den weißen Feldern zu durchbrechen.
Tal kommentiert 25. … Te6 folgendermaßen: „Dieses rein positionelle Opfer (per stillem Zug, ohne Schachs und sichtbare Drohungen!), hat bei mir einen unauslöschlichen Eindruck hinterlassen.“
26. a4?!
Reshevsky verzichtete zunächst auf das Schlagen des Turms, da Petrosjan diesen kaum wieder nach e7 zurückziehen würde. Stattdessen versucht er, die Stellung am Damenflügel zu öffnen, um den Qualitätsvorteil später ausnutzen zu können. Kasparow sieht hier 26. Lxe6 als bessere Alternative an. Nach 26. … Dxe6 (oder dxe6 27. Tg3 mit weißen Angriff am Königsflügel) 27. Tg3 Se7 28. h4 Sd5 29. Dg5 Td7 30. h5 h6 31. Dh4 Ld3 32. Lc1 Sxc3 33. Df6 Dxf6 34. exf6 Se2 35. Txe2 Lxe2 36. Txg7 Kh8 37. Lxh6 b4 würde Weiß einigen Vorteil behalten.
26. … Se7 27. Lxe6 fxe6 28. Df1!
Mit 28. Df1 beabsichtigt Weiß, die Qualität zurückzugeben, sobald Schwarz Ld3 zieht.
28. … Sd5 29. Tf3 Ld3 30. Txd3 cxd3 31. Dxd3 b4!
Laut Bronstein stellt 31. … b4 Weiß vor eine „psychologisch schwierige Aufgabe“. Entweder könne er die Partie durch einen Abtausch auf b4 zu einem relativ sicheren Unentschieden abwickeln, oder sich mit 32. c4 für eine deutlich komplexere Stellung mit Gewinnchancen für beide Seiten entscheiden. Reshevsky entschied sich in Zeitnot für die einfachere Alternative.
32. cxb4 axb4 33. a5 Ta8 34. Ta1 Dc6 35. Lc1 Dc7 36. a6 Db6 37. Ld2 b3 38. Dc4 h6 39. h3 b2 40. Tb1 Kh8 41. Le1 0,5:0,5
Nach dem Abgabezug 41. Le1 endete die Partie ohne Wiederaufnahme mit Remis.

## Persönliches
1951 lernte Petrosjan die Englischlehrerin und Übersetzerin Rona Jakowlewna Awineser kennen, die er im Jahr darauf heiratete. Mit ihr hatte er zwei Söhne, Michail und Wartan. Petrosjans Frau hatte später großen Einfluss im sowjetischen Schachverband. Petrosjan selbst sagte mehrfach, dass er ohne die Unterstützung seiner Frau niemals Weltmeister geworden wäre.

## Turnier- und Wettkampfergebnisse

### Individuell
Petrosjan gewann viermal die sowjetische Meisterschaft (1959, 1961, 1969, 1975).

### Nationalmannschaft
Mit der sowjetischen Mannschaft nahm Petrosjan an den Schacholympiaden 1958, 1960, 1962, 1964, 1966, 1968, 1970, 1972, 1974 und 1978 teil. 1978 musste sich die sowjetische Mannschaft mit dem zweiten Platz begnügen, bei den übrigen Teilnahmen gewann Petrosjan mit der sowjetischen Mannschaft. Er erreichte außerdem 1958 und 1960 jeweils am zweiten Reservebrett, 1962 am zweiten Brett, 1966 und 1968 jeweils am ersten Brett und 1974 am vierten Brett das beste Einzelergebnis. Die Mannschaftseuropameisterschaft gewann er bei allen acht Teilnahmen 1957, 1961, 1965, 1970, 1973, 1977, 1980 und 1983, außerdem erreichte er 1957 am sechsten, 1961 am vierten, 1965 am ersten und 1973 am zweiten Brett das beste Einzelergebnis. 1970 wurde er für den Wettkampf UdSSR gegen den Rest der Welt an das zweite Brett der sowjetischen Mannschaft nominiert, er unterlag Bobby Fischer mit 1:3.